# Светослава Польская
Светослава-Сватава (пол. Świętosława, чеш. Svatava Polská; 1050 — 1 сентября 1126) — княжна Польши, третья супруга чешского короля Вратислава II, первая чешская королева. Святая в Польской православной церкви.

## Биография

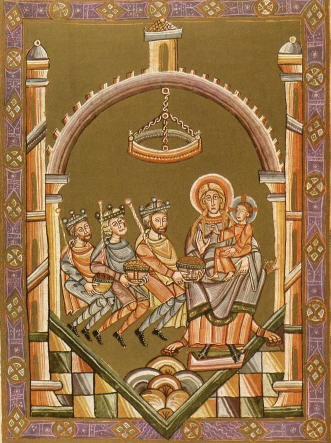
Страница Вышеградского кодекса, изготовленного в 1085 году в связи с коронацией Владислава и Светославы

Светослава-Сватава была дочерью польского князя Польши Казимира I и его супруги Марии Доброгневы, дочери Великого князя Киевского Владимира Святославича. Прапрабабка по отцу её, Дубравка, была дочерью чешского князя из рода Пржемысловичей Болеслава I. Зимой 1062 года, приблизительно в 15-летнем возрасте, Сватава выходит замуж за князя Чехии Вратислава II, через год траура после смерти его второй жены, Адельгеды Венгерской. У Вратислава к этому времени уже было четверо детей; в 1063 у Вратислава и Сватавы родился сын Бржетислав, затем сыновья Борживой II, Владислав I, Собеслав I и дочь Юдит.
На пасху 1085 года Вратислав II становится королём Чехии, получив корону из Майнца от императора Священной Римской империи Генриха IV. В июне того же года в Праге он и Сватава были трирским епископом Эгильбертом коронованы и помазаны на царствие — таким образом, Сватава стала первой чешской королевой. Сватава оказывала помощь и покровительство католической церкви — по её указанию в Вышеграде было построено новое здание коллегиального капитула. Она также пожертвовала церкви земли с городом Дольни Краловице.
После смерти Вратислава в 1092 году Сватава живёт как королевская вдова в Чехии. В течение длительного времени она была занята улаживанием внутренних конфликтов в стране и распрей между её сыновьями Владиславом и Собеславом. Согласно «Чешской хронике» (Chronica Boemorum), в 1125 году она сыграла решающую роль в сглаживании противоречий по разделу наследства, готовых тогда перерасти в гражданскую войну. Владислав I, тогда смертельно больной, пожелал передать власть в стране и корону Чехии своему двоюродному брату Отакару II Моравскому, который был старше его родного брата Собеслава. Однако тут вмешалась королева и убедила Владислава изменить своё решение (согласно хронике, она заявила сыну: «Рубашка ближе к телу, чем плащ»). Таким образом, наследником и опекуном малолетних детей Владислава I стал Собеслав.
После смерти своего супруга королева Светослава-Сватава была свидетельницей восшествия на престол шести других чешских королей, и среди них — троих своих сыновей.